# 泉市
泉市（いずみし）は、1971年（昭和46年）から1988年（昭和63年）まで宮城県に存在した市。
現在は仙台市泉区となっている。

## 地理
仙台市のベッドタウンとして、1950年代から急速に発展した。主な団地に、南光台や将監（しょうげん）、泉パークタウンなどがある。

### 隣接していた自治体
- 仙台市
- 黒川郡：大和町、富谷町

## 歴史

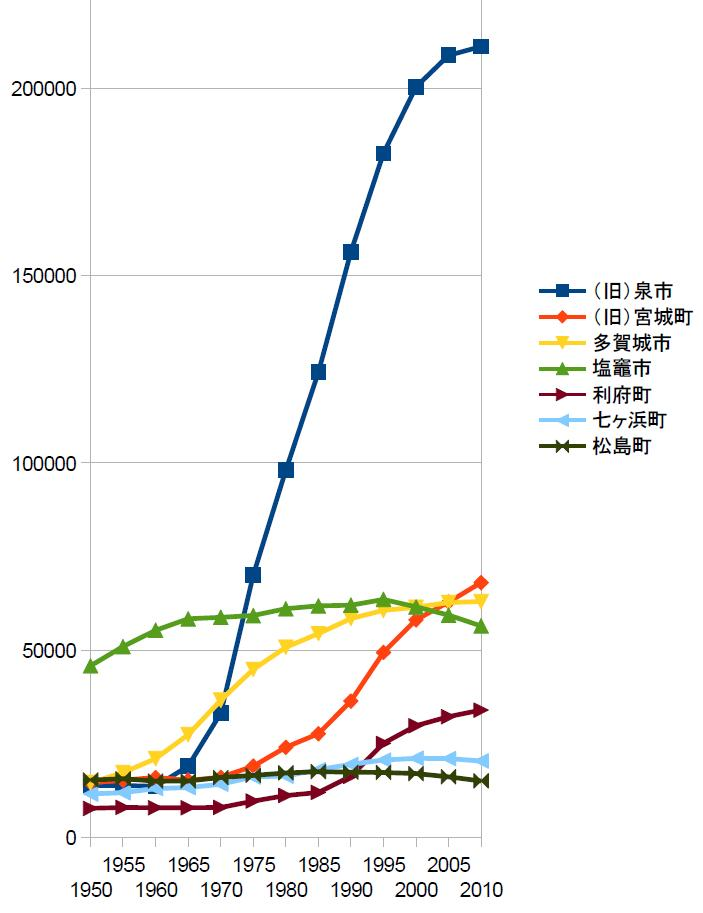
仙台市以外の仙塩地区の自治体の国勢調査人口の変遷。1975年までに泉市が塩竈市を抜いた。

- 1955年（昭和30年）4月10日 - 七北田村と根白石村の合併により宮城郡泉村誕生。
- 1957年（昭和32年）8月1日 - 町制施行、泉町となる。
- 1971年（昭和46年）11月1日 - 市制施行、泉市となる。
- 1977年（昭和52年） - 泉市役所が三本松に移転（現在の泉中央の泉区役所の場所へ）。
- 1988年（昭和63年）3月1日 - 仙台市に編入。同日泉市廃止。昭和最後の消滅した市になった。

## 行政

### 歴代市長
特記なき場合『日本の歴代市長 : 市制施行百年の歩み』などによる。
| 代 | 氏名     | 就任               | 退任                      | 備考           |
| -- | -------- | ------------------ | ------------------------- | -------------- |
| 1  | 鈴木幸治 | 1971年（昭和46年） | 1988年（昭和63年）2月29日 | 旧泉町長、廃止 |

### 市旗・市章
- 市旗は1977年10月に制定され、地色は紫色で紋章は白色に指定されており、市章は泉町制時の1971年6月に制定され[3]、1972年6月23日に再制定された。「い」を基に飛行機のプロペラの形をし、それらを回転しているものである。また、日本の自治体の紋章の中では形状が珍しく、奇抜なものであった[4]。

## 地域

### 教育

#### 高等学校
県立
- 宮城県泉高等学校
- 宮城県泉松陵高等学校
- 宮城県泉館山高等学校

私立
- 東北学院榴ケ岡高等学校
- 三島学園女子高等学校

#### 大学・短期大学
- 三島学園女子大学
- 仙台白百合短期大学
- 三島学園女子短期大学
- 聖和学園短期大学

## 交通

### 鉄道
- 仙台市営地下鉄南北線

黒松駅 - 八乙女駅
八乙女駅に隣接する泉中央駅の開業は1992年であり、泉市時代は八乙女駅が終点であった。

### 道路

#### 高速道路
- 東北自動車道：泉PA - 泉本線料金所（現在は廃止） - 泉IC

## 名所・旧跡・観光スポット
- 泉ヶ岳
  - 泉ヶ岳スキー場
  - スプリングバレー泉高原スキー場
- 光明の滝
- 松森城址